# Pleternica
Pleternica este un oraș în cantonul Požega-Slavonia, Croația, având o populație de 11.323 de locuitori (2011).

## Demografie
Componența etnică a orașului Pleternica
     Croați (97,64%)
     Sârbi (1,42%)
     Necunoscut (0,22%)
     Neclasificat (0,48%)
Componența confesională a orașului Pleternica
     Catolici (96,47%)
     Ortodocși (1,96%)
     Necunoscută (0,49%)
     Alte religii (1,09%)
Conform recensământului din 2011, orașul Pleternica avea 11.323 de locuitori. Din punct de vedere etnic, majoritatea locuitorilor (97,64%) erau croați, cu o minoritate de sârbi (1,42%). Apartenența etnică nu este cunoscută în cazul a 0,22% din locuitori. Din punct de vedere confesional, majoritatea locuitorilor (96,47%) erau catolici, cu o minoritate de ortodocși (1,96%). Pentru 0,49% din locuitori nu este cunoscută apartenența confesională.